# Mistrzostwa Świata w Zapasach 2016

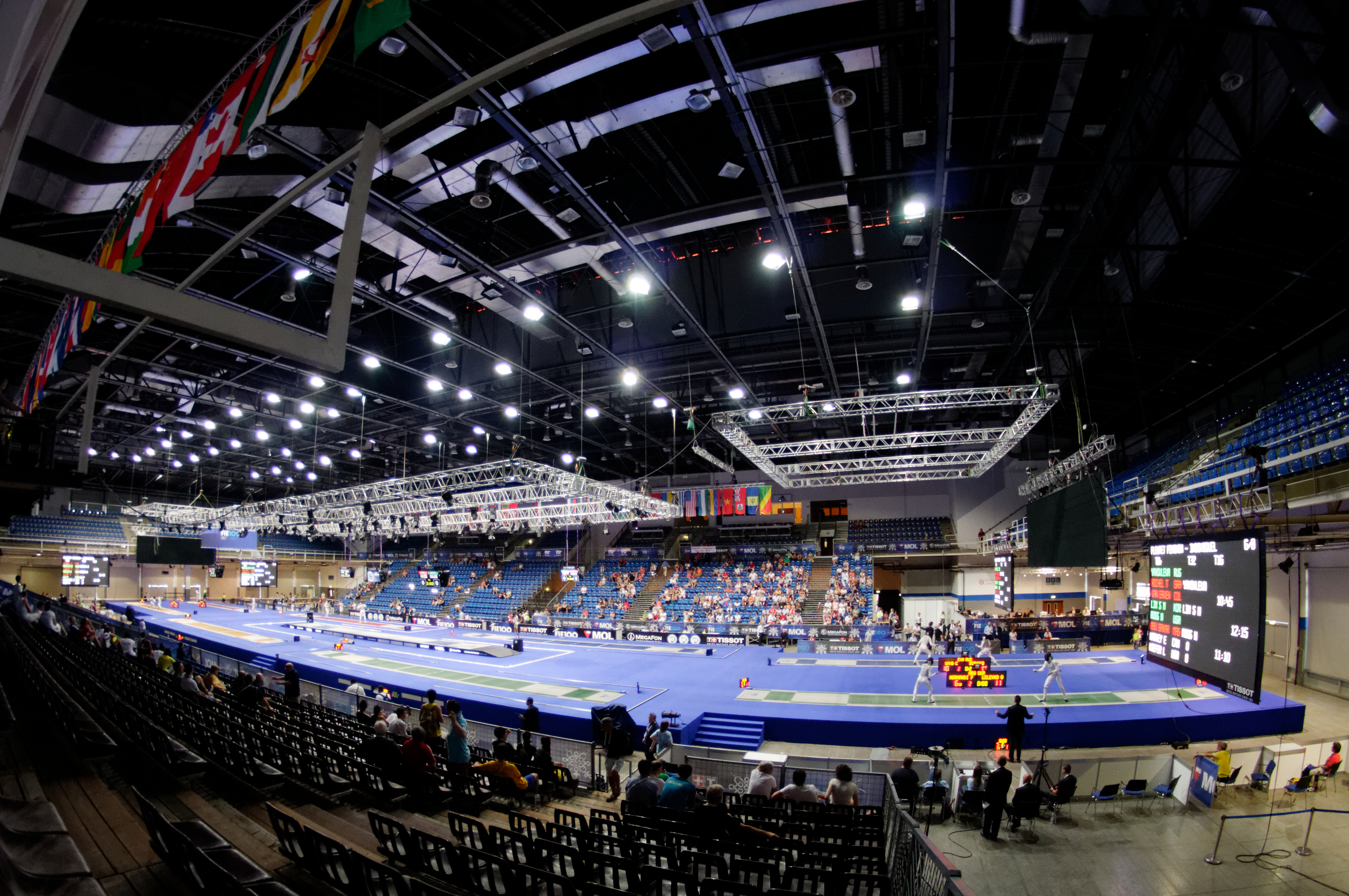
Hala Syma

Mistrzostwa Świata w Zapasach 2016 odbyły się w dniach 10–11 grudnia 2016 w Budapeszcie w SYMA Sports and Conference Centre. Rozegrano zawody tylko w konkurencjach nieobecnych w programie Igrzysk Olimpijskich 2016 w Rio de Janeiro.

## Reprezentacja Polski[1]

### kobiety
- styl wolny
  - Roksana Zasina – 12m. (55 kg) * Przegrała w 1/8 z Ajym Äbdyldiną z Kazachstanu.
  - Katarzyna Madrowska – 8m. (60 kg) * Pokonała Ukrainkę Angelinę Lysak, a w ćwierćfinale przegrała z Ayaulaylm Kasymovą z Kazachstanu.

### mężczyźni
- styl klasyczny
  - Dawid Kareciński – 8m. (71 kg) * Wygrał z Turkiem Yunusem Özelem i reprezentantem Indii Mohammedem Holim. W ćwierćfinale przegrał z Węgrem Bálintem Korpásim i w repasażach ze Srebem Aleksandarem Maksimovićem.
  - Edgar Babayan – 8m. (80 kg) * Pokonał Austriaka Michaela Wagnera i Białorusina Wiktara Sasunouskiego, a w ćwierćfinale przegrał z László Szabó z Węgier.

- styl wolny
  - Krzysztof Bieńkowski – 20m. (61 kg) * Przegrał w rundzie eliminacyjnej z Uzbekiem Temurjonem Usmonohunovem.
  - Mateusz Pisarski – 27m. (70 kg) * * Przegrał w 1/8 z Japończykiem Nobuyoshi Takojima.

## Klasyfikacja medalowa
| Miejsce | Kraj              | Złoto | Srebro | Brąz | Razem |
| 1       | Rosja             | 2     | 1      | 1    | 4     |
| 2       | Stany Zjednoczone | 1     | 1      | 0    | 2     |
| 3       | Węgry             | 1     | 0      | 2    | 3     |
| 4       | Japonia           | 1     | 0      | 0    | 1     |
| .       | Chiny             | 1     | 0      | 0    | 1     |
| 6       | Kazachstan        | 0     | 1      | 1    | 2     |
| 7       | Mołdawia          | 0     | 1      | 0    | 1     |
| .       | Turcja            | 0     | 1      | 0    | 1     |
| .       | Gruzja            | 0     | 1      | 0    | 1     |
| 10      | Azerbejdżan       | 0     | 0      | 2    | 2     |
| 11      | Kanada            | 0     | 0      | 1    | 1     |
| .       | Kirgistan         | 0     | 0      | 1    | 1     |
| 13      | Iran              | 0     | 0      | 1    | 1     |
| .       | Mongolia          | 0     | 0      | 1    | 1     |
| .       | Uzbekistan        | 0     | 0      | 1    | 1     |
| .       | Rumunia           | 0     | 0      | 1    | 1     |
| Razem   | Razem             | 6     | 6      | 12   | 24    |

## Medaliści

### Mężczyźni

#### Styl klasyczny
| Konkurencja: | Złoto:              | Srebro:         | Brąz:                         |
| 71 kg        | Bálint Korpási      | Daniel Cataraga | Həsən Əliyev Ilie Cojocari    |
| 80 kg        | Ramazan Abaczarajew | Aslan Atem      | Jonibek Otabekov László Szabó |

#### Styl wolny
| Konkurencja: | Złoto:                | Srebro:         | Brąz:                                     |
| 61 kg        | Logan Stieber         | Beka Lomtadze   | Achmied Czakajew Achmiednabi Gwarzatiłow  |
| 70 kg        | Magomied Kurbanalijew | Nurłan Bekżanow | Ełaman Dogdurbek uułu Mostafa Hosejnchani |

### Kobiety

#### Styl wolny
| Konkurencja: | Złoto:       | Srebro:         | Brąz:                                  |
| 55 kg        | Mayu Mukaida | Irina Ołogonowa | Ajym Abdildina Dawaasüchijn Otgonceceg |
| 60 kg        | Pei Xingru   | Allison Ragan   | Emese Barka Linda Morais               |